# Чёрный пояс (фильм)
«Чёрный пояс» (англ. Blackbelt) — фильм 1992 года, боевик, в главной роли Дон «Дракон» Уилсон.

## Сюжет
Два злых парня желают убить поп-рок-певицу Шэнну, один из них — её менеджер, а другой — военный эксперт по боевым искусствам, у которого есть психические проблемы: его мать умерла, и он думает, что Шэнна может заменить её. Шэнна просит помощи экс-полицейского и также эксперта по боевым искусствам (Дон Уилсон), чтобы защитить её от посягательств на её жизнь и карьеру.